# Jacobo Grinberg
Jacobo Grinberg-Zylberbaum (n. 12 decembrie 1946, Ciudad de México, Mexic – disp. 8 decembrie 1994), cunoscut ca Jacobo Grinberg (Obo), a fost un neurofiziolog și psiholog mexican de origine evreiască. A studiat șamanismul mexican, disciplinele orientale, meditația, astrologia și telepatia prin metoda științifică și a scris peste 50 de cărți despre aceste subiecte.
Grinberg a dispărut în decembrie 1994.

## Biografie
Jacobo Grinberg-Zylberbaum s-a născut în Ciudad de México în 1946. Grinberg a decis să studieze mintea umană la 12 ani, după ce mama lui a murit din cauza unei tumori pe creier. 
A studiat psihologia la Facultatea de Psihologie de la Universitatea Națională Autonomă a Mexicului.
În 1970 a plecat la New York pentru a studia psihofiziologia la Institutul de Cercetare a Creierului. A obținut un doctorat la laboratorul E. Roy John, doctorat care s-a concentrat pe efectele electrofiziologice ale stimulilor geometrici asupra creierului uman.
Înapoi în Mexic, a fondat un laborator de psihofiziologie la Universitatea Anáhuac. A creat un alt laborator de acest fel la UNAM la sfârșitul anilor 1970. A fondat Instituto Nacional para el Estudio de la Conciencia (Institutul Național pentru Studiul Conștiinței, INPEC) în 1987,  finanțat de UNAM și CONACYT. Jacobo a publicat câteva dintre cărțile sale prin intermediul acestui institut.
Grinberg a scris peste 50 de cărți despre activitatea creierului, vrăjitorie, șamanism, telepatie și meditație.
Grinberg și-a pus în pericol reputația sa de om de știință când a încercat să folosească metoda științifică în studiul șamanismului. Le-a combinat pe cele două în munca sa profesională, încercând mereu să înțeleagă „lumea magică”. Grinberg a încercat să schimbe modul în care este înțeleasă relația dintre știință și conștiință. Lucrarea sa a fost respinsă de colegii de știință ca „presupoziție psi”, premisa că orice abatere de la întâmplare / șansă reprezintă un caz de telepatie.

## Dispariție
Jacobo Grinberg a fost dispărut din 8 decembrie 1994. La 12 decembrie, familia sa i-a pregătit o petrecere la aniversarea a 48 de ani, dar el nu a apărut. Era ceva obișnuit ca el să facă călătorii spontane sau pur și simplu să nu răspundă zile întregi la telefon, motiv pentru care dispariția lui nu a părut ciudată familiei la început. 
Există mai multe teorii ale conspirației privind dispariția lui Grinberg.

## Teoriasintergiei
Teoria sintergiei (un neologism care combină „sinteza” și „energia”) a lui Grinberg afirmă că există un spațiu continuu de energie, iar omul obișnuit poate percepe doar o parte din acesta. Rezultatul acestui proces este ceea ce toată lumea înțelege ca fiind „realitate”.
Această teorie încearcă să răspundă la întrebarea despre cum apare experiența.
Cartea în care teoria este menționată, El Cerebro Consciente (Creierul conștient), a fost tradusă în cel puțin șapte limbi.

## Cărți scrise
- La experiencia interna; Trillas, México, 1975. INPEC 1987.
- La construcción de la realidad; Trillas, México, 1975. INPEC 1987.
- Las creaciones de la existencia; Trillas, México 1976.
- El vehículo de las transformaciones; Trillas, México, 1976.
- Más allá de los lenguajes; Trillas, México, 1976.
- Psicofisiología del aprendizaje; Trillas, México, 1976.
- Nuevos principios de psicología fisiológica; Trillas, México, 1976.
- El despertar de la conciencia; Trillas, México, 1978.
- Los fundamentos de la experiencia; Trillas, México, 1978.
- El cerebro consciente; Trillas, México, 1979.
- Bases psicofisiológicas de la memoria y el aprendizaje I: Fase de la memoria; Trillas, México, 1979.
- Bases psicofisiológicas de la memoria y el aprendizaje II: La localización de la memoria; Trillas, México, 1979.
- Bases psicofisiológicas de la memoria y el aprendizaje III: Naturaleza de la memoria; Trillas, México, 1980.
- Bases psicofisiológicas de la percepción visual I: Estructuras subcorticales; Trillas, México, 1981.
- El espacio y la conciencia; Trillas, México, 1981.
- Las manifestaciones del ser I: Pachita; Edomex, México, 1981.
- Las manifestaciones del ser II: Cuauhtemoctzin; Edomex, México, 1982.
- La luz angelmática; Edamex, México, 1983. INPEC, 1988.
- En busca del ser; INPEC, México, 1987 – 1990.
- Correlativos electrofisiológicos de la comunicación humana. Facultad de Medicina. UNAM. Tesis doctoral. México, 1987.
- Meditación autoalusiva; INPEC, México, 1987-1990.
- Retorno a la luz; SEP, México, 1987.
- La expansión del presente; INPEC, México, 1988.
- Creation of Experience; INPEC, México, 1988.
- Psicofisiología del poder; INPEC, México, 1988.
- Cantos de ignorancia iluminada;. INPEC, México, 1988.
- Los chamanes de México I: psicología autóctona mexicana; Alpa Corral, México, 1987. INPEC, 1990.
- Los chamanes de México II: misticismo indígena; Alpa Corral, México. 1987.
- Los chamanes de México III: Pachita; INPEC, México, 1989. Heptada, Madrid, Spania, 1990.
- Los chamanes de México IV: la cosmovisión de los chamanes; INPEC, México, 1988.
- Los chamanes de México V: el cerebro y los chamanes; INPEC, México, 1989.
- Los chamanes de México VI: la voz del ver; INPEC, México, 1989.
- Los chamanes de México VII: el doble; INPEC, México, 1990.
- La creación de la experiencia. Los Libros del Comienzo, Madrid, Spania, 1990.
- Técnicas de meditación trascendente; Heptada, Madrid, Spania, 1990.
- La conquista del templo; Heptada, Madrid, Spania, 1990.
- La meditación; INPEC, México, 1991.
- Fluir en él sin yo; INPEC, México, 1991.
- La teoría sintérgica; INPEC, México, 1991.
- La batalla por el templo; INPEC, México, 1991.
- La fuerza vital del cielo anterior; INPEC, México, 1991.
- El prototipo; INPEC, México, 1991.
- Recontre avec les Chamans du Mexique; Editions Le Mail, Aix en Provence, Franța, 1994.
- El sabor de la iluminación; Sirio, 1994.
- El Yo como idea; INPEC-UNAM, México, 1994.